# Bredelar, Stadtwald Marsberg und Fürstenberger Wald
Bredelar, Stadtwald Marsberg und Fürstenberger Wald este o arie protejată (sit de importanță comunitară — SCI) din Germania întinsă pe o suprafață de 2.650,14 ha, integral pe uscat.

## Localizare
Centrul sitului Bredelar, Stadtwald Marsberg und Fürstenberger Wald este situat la coordonatele 51°27′20″N 8°46′59″E / 51.4556°N 8.7831°E.

## Înființare
Situl Bredelar, Stadtwald Marsberg und Fürstenberger Wald a fost declarat sit de importanță comunitară în martie 2001 pentru a proteja un număr necunoscut de specii din flora spontană și fauna sălbatică aflate în arealul zonei.

## Biodiversitate
Situată în ecoregiunea continentală, aria protejată conține 6 habitate naturale: Cursuri de apă de la nivel de câmpie la nivel montan, cu vegetație Ranunculion fluitantis și Callitricho-Batrachion, Fânețe de joasă altitudine (Alopecurus pratensis, Sanguisorba officinalis), Păduri de fag Luzulo-Fagetum, Păduri de fag Asperulo-Fagetum, Păduri de stejar sau de stejar și carpen sub-atlantice și medio-europene de Carpinion betuli, Păduri aluvionare cu Alnus glutinosa și Fraxinus excelsior (Alno-Padion, Alnion incanae, Salicion albae).
La baza desemnării sitului se află un număr nedeclarat de specii protejate.